# All-Star Game LNB 2006
Le All-Star Game LNB 2006 est la 21e édition du All-Star Game LNB. Il s’est déroulé le 29 décembre 2006, à 20h00, au Palais omnisports de Paris-Bercy de Paris. L’équipe des All-Stars étrangers a battu l’équipe des All-Stars Français (124-108). Dewarick Spencer est élu MVP de la rencontre. Ali Traore est le meilleur marqueur du match (24 points). L'événement est diffusé sur Sport+.

## Joueurs

### All-Stars Français
| Position       | Joueur          | Équipe  |
| -------------- | --------------- | ------- |
| Meneur         | Ahmed Fellah    | Orléans |
| Meneur-Arrière | Laurent Sciarra | Dijon   |
| Ailier         | Mamoutou Diarra | Chalon  |
| Ailier fort    | Tariq Kirksay   | Nancy   |
| Pivot          | Cyril Julian    | Nancy   |

| Position    | Joueur              | Équipe                  |
| ----------- | ------------------- | ----------------------- |
| Meneur      | Yannick Bokolo      | Le Mans                 |
| Meneur      | Yohann Sangaré      | ASVEL Lyon-Villeurbanne |
| Meneur      | Marc-Antoine Pellin | Roanne                  |
| Ailier fort | Maxime Zianveni     | Nancy                   |
| Pivot       | Georgi Joseph       | Paris                   |
| Pivot       | Pape Badiane        | Roanne                  |
| Pivot       | Ali Traore          | Le Havre                |

Entraîneurs : Jean-Luc Monschau (Nancy) assisté de Franck Le Goff (Nanterre)

### All-Stars Étrangers
| Position    | Joueur           | Équipe  |
| ----------- | ---------------- | ------- |
| Meneur      | Jermaine Guice   | Chalon  |
| Arrière     | Dewarick Spencer | Roanne  |
| Ailier      | Kenny Gregory    | Le Mans |
| Ailier fort | Marc Salyers     | Roanne  |
| Pivot       | Mario Bennett    | Dijon   |

| Position       | Joueur          | Équipe     |
| -------------- | --------------- | ---------- |
| Meneur         | Terrell Everett | Chalon     |
| Arrière        | Cedrick Banks   | Nancy      |
| Arrière-Ailier | Ricardo Greer   | Pau-Orthez |
| Ailier         | Aaron Harper    | Roanne     |
| Ailier fort    | Michael Wright  | Pau-Orthez |
| Ailier fort    | Eric Campbell   | Le Mans    |
| Pivot          | Terence Dials   | Orléans    |

Entraîneurs : Gregor Beugnot (Chalon) assisté de Jean-Louis Borg (Vichy)

## Concours
Concours de tirs à 3 points :
1. vainqueur : Tracy Murray
2. Aaron Harper
3. Afik Nissim
4. Frédéric Fauthoux

Concours de dunks : 
1. vainqueur : Guy Dupuy
2. Dwayne Mitchell
3. Brice de Blaine
4. Yann de Blaine
5. Marlon Jules

Concours des meneurs :
1. vainqueur : Jimmal Ball
2. Aldo Curti
3. Marc-Antoine Pellin
4. Tyson Wheeler